# Mirandornithes
Columbimorphae é um clado que contém aves das ordens Podicipediformes (mergulhões) e Phoenicopteriformes (flamingos). Muitos ornitólogos usam o termo Phoenicopterimorphae para a superordem contendo flamingos e mergulhões.